# Mankells Wallander: Tödliche Fracht
Tödliche Fracht (schwedisch: Täckmanteln) ist ein schwedischer Fernsehfilm aus dem Jahr 2006.
Es handelt sich um die neunte Folge der ersten Staffel, also die insgesamt neunte Folge der schwedischen Kriminalserie Mankells Wallander mit Krister Henriksson in der Hauptrolle. Die Erstaufführung in Schweden erfolgte am 12. Juli 2006 auf TV4; die deutschsprachige Erstausstrahlung erfolgte am 6. Januar 2007 auf Das Erste.

## Handlung
Es wird ein verlassener LKW mit Container gesichtet, die seit vier Tagen am Groggeholm-See in Skone in Ystad stehen. Als Linda Wallander und Svartman nachsehen, entdecken sie im Container die Leichen von neun Flüchtlingen und ein überlebendes Baby. Nyberg findet ein Haar sowie Fingerabdrücke. Wallander kontaktiert Europol, die eine Experten für Menschenschmuggel schickt. Die Gerichtsmedizin findet heraus, dass die Toten einen Tag vorher erstickt sind. Wallander nimmt Kontakt zu der Zollbeamtin Karin Berglund, einer guten alten Bekannten von ihm, auf.
In dem Schuh eines der Opfer wird ein Foto gefunden, auf dem zwei Kinder abgebildet sind. Im Hintergrund des Fotos befindet sich das Schild eines Klosters. Wie die Äbtissen des Klosters Wallander und Stefan mitteilt, kamen die zwei Kinder auf dem Foto ebenfalls über einen Container im Kloster unter; zwei Monate später sollten die Eltern nachkommen. Stefan wirft der Äbtissin unverhohlen vor, durch ihr Handeln skrupellose Menschenschmuggler zu unterstützen, die durch ihr illegales Handeln viel Geld verdienen. Über die Kinder auf dem Foto lässt sich die Identität ihrer aus dem Irak stammenden Eltern ermitteln.
Inzwischen trifft die Beamtin Henrietta Andersen von der Europol ein. Sie vermutet einen Zusammenhang mit der „Lifeline Unlimited“ (LLU), einer nichtstaatlichen Organisation, die Flüchtlinge schmuggelt, und verspricht, zu versuchen, bei der Organisation nachzufragen und mehr herauszufinden, auch wenn dies wenig Erfolg verspricht. Wallander entschuldigt sich bei der Äbtissin für Stefans Verhalten und versucht, mehr über die Eltern der Kinder herauszufinden. In der Zwischenzeit findet Nyberg die Fahrgestellnummer des Lastwagens heraus. Der Mann, der unter dieser Nummer als Fahrzeughalter des LKW eingetragen ist, gibt Wallander und Stefan gegenüber an, dass dieser gestohlen wurde, wahrscheinlich, weil er Spielschulden hatte. Der jetzige Besitzer sei der Clubbesitzer Oskar Oskarsson. Dieser gibt an, er habe den LKW an einen Gunnar Svensson verkauft, um so die Spielschulden zu decken. Er könne sich nur noch dran erinnern, dass Svensson die Anstecknadel eines Clubs am Jacket hatte.
Wallander trifft sich inzwischen privat mit Hehriette Andersen.
Oskarsson findet in der Zwischenzeit die richtige Anstecknadel heraus; es handelt sich um eine Nadel des Helsinger Sportvereins. Auf einem Foto im Verein identifiziert er Svennson; laut Sportclub heißt er jedoch Nils Holmblott. Unter dessen Adresse ist niemand anzutreffen, sein Haus ist durchwühlt; Wallander lässt eine Fahndung nach ihm rausgeben. Nyberg findet heraus, dass Holmblotts Fingerabdrücke mit denen im Lastwagen identisch sind. Karin Berglund sagt der Name Holmblott nichts.
Linda ist von dem Fall sichtlich mitgenommen. Wallander erzählt ihr, dass er früher einmal eine ähnlich emotionale Reaktion bei einem eigentlich harmlosen Fall hatte, als es einfach zu viel wurde.
Inzwischen finden Fischer Plastiksäcke mit Holmblots zerstückelten Überresten. Ein Billy Jahnsson, genannt „Hosse“, hat ihn zweimal in der Nacht angerufen, als der Container nach Ystad kam. Dieser ist bereits wegen Drogenhandels aufgefallen.
Die Äbtissin kontaktiert Linda, weil das Mädchen ein Bild gemalt hat, das Hinweise auf die Menschenschmuggler geben könnte. Linda findet heraus, dass die beiden Kinder die Geschwister des überlebenden Babys sind.
Nyberg findet im Container mit Spezialgeräten Spuren von Kaffee und Zahnpasta, die von Drogendealern eingesetzt werden, um die Drogenspürhunde zu verwirren, sowie Spuren von braunem Heroin, wie es vorwiegend in Osteuropa hergestellt wird. Die polnische Polizei berichtet von einer Fabrik bei Warschau, in der wahrscheinlich Heroin hergestellt wird.
Der Menschenhandel diente allem Anschein nach nur als Tarnung für den Drogenschmuggel, hinter dem, wie sich bald herausstellt, die LLU steckt. Wallander und sein Team vermuten, dass Hosse und seine Hintermänner die Flüchtlinge und Holmblott umbrachten, weil diesmal etwas mit der Drogenlieferung schief ging. Wallander vermutet, dass die Drogendealer nicht ahnen, dass die Polizei hinter den Drogenschmuggel gekommen ist, und bald wieder Drogen schmuggeln, sobald sie die Gelegenheit dazu haben. Stefan beobachtet zwei Drogendealer aus Stockholm, wie sie Hosse unter Druck setzen. Danach hat Hosse Karin Berglund besucht. Linda und Wallander finden in Karins Wohnung Drogen, die aus der verschwundenen Drogenlieferung stammen. Wallander hofft, über Karin Berglund an Hosse ranzukommen und lässt ihre Wohnung überwachen. Sie erzählt Wallander, wie sie in den Drogenschmuggel verwickelt wurde.
Wallander kann sie überzeugen, Hosse als neuen Fahrer anzuwerben. Als Wallander und sein Team Hosses Fahrt überwachen, greift Europol ein und unternimmt während Hosses Fahrt eine Razzia gegen die LLU, was gerade noch glimpflich ausgeht; allerdings nimmt Hosse Karin als Geisel. In einer Lagerhalle unternehmen die Polizisten, die als Flüchtlinge verkleidet sind, einen Zugriff; bei dem darauffolgenden Schusswechsel kommen Karin Berglund und kurz darauf Hosse ums Leben.
Es haben sich bereits mehrere Familien gemeldet, die die drei Flüchtlingskinder gerne aufnehmen würden; es sieht auch danach aus, als könnten sie eine ständige Aufenthaltserlaubnis bekommen.

## Kritiken
„Fernsehserien-)Krimi um den Provinzkommissar, der politische, soziale und ethische Probleme im ehemaligen Wohlfahrtsstaat mit dem Privatleben seines Protagonisten verknüpft. - Ab 14.“